# Tóru Takemicu
Tóru Takemicu (japonsky 武満 徹, Takemicu Tóru, 8. října 1930 Tokio – 20. února 1996 Tokio) je jedním z nejvýznamnějších japonských skladatelů. Komponoval ve stylu západní vážné hudby s výraznými prvky japonské melodiky, čímž vytvořil originální hudební syntézu západního a východního světa. Užitím jak klasických západních, tak tradičních japonských hudebních nástrojů dospěl se svými skladbami k ojedinělému zvuku.

## Život a dílo
Tóru Takemicu se narodil 8. října 1930 v Tokiu. Pro dráhu hudebního skladatele se rozhodl v šestnácti letech, ačkoliv neměl téměř žádné formální hudební vzdělání. Po celý život zůstal převážně samoukem. V umělecké činnosti jej ovlivnila zejména francouzská vážná hudba; již v jeho prvních kompozicích lze nalézt stopy vlivu Debussyho či Messiaena.
Mezinárodní pozornosti se Takemicuově dílu dostalo poprvé v roce 1957, kdy jeho skladbu Rekviem pro smyčce veřejně ocenil Igor Stravinskij. V následujícím desetiletí jeho mezinárodní úspěch vzrůstal a byl korunován provedením díla November Steps (1967), složeného ke 125. výročí Newyorské filharmonie, ve kterém Takemicu poprvé uvedl japonské hudební nástroje do kontextu západní vážné hudby.
V 60. a 70. letech 20. století pokračoval ve svých experimentálních fúzích východních a západních hudebních stylů, ve kterých spojoval jedinečný étos japonského folklóru se západními hudebními technikami (toto je patrné např. ve skladbě Hejno dosedá v zahradě tvaru pětiúhelníku z roku 1977). Ačkoliv se posléze přiklonil k větší líbivosti a posluchačské nenáročnosti, zvuková a formální originalita jeho skladeb zůstala zachována.
Hlavní část jeho díla tvoří orchestrální a komorní skladby; nelze však opominout jeho tvorbu pro film, neboť hudebně doprovodil téměř 100 snímků (např. akční drama Ran režiséra Kurosawy nebo thriller Vycházející slunce režiséra Kaufmana).
Tóru Takemicu zemřel v Tokiu 20. února 1996 ve věku 65 let na zápal plic.

## Přehled nejvýznamnějších skladeb
- Rekviem pro smyčce (弦楽のためのレクイエム, Gengaku no tame no rekuiemu) – 1957
- Solitude Sonore (ソリチュード・ソノール, Soričúdo sonóru) – 1958
- November Steps (ノヴェンバー・ステップス, Novembá suteppusu) – 1967
- In an Autumn Garden (秋庭歌一具, Šúteiga ičigu) – 1973
- A Flock Descends into the Pentagonal Garden (鳥は星型の庭に降りる, Tori ga hošigata no niwa ni oriru, „Hejno dosedá v zahradě tvaru pětiúhelníku“) – 1977
- Dreamtime (夢の時, Jume no toki) – 1981
- Riverrun, (リヴァラン, Rivaran) – 1984
- Spirit Garden (精霊の庭, Seirei no niwa) – 1994
- Three Film Scores for String Orchestra (三つの映画音楽, Miccu no eiga ongaku) – 1994/95